# Neverwinter Nights
Neverwinter Nights («Ночи Невервинтера») — компьютерная ролевая игра, разработанная канадской компанией BioWare и первоначально выпущенная для Windows компанией Infogrames (ныне Atari) в 2002 году. Первоначально издателем игры должна была выступить Interplay Entertainment, однако финансовые трудности компании привели к смене издателя. В 2003 году были выпущены версии для Mac OS X и Linux — клиент для Linux, разработанный самой BioWare, был бесплатным, но требовал покупки версии игры для Windows.
Действие игры разворачивается в фэнтезийном мире Forgotten Realms, общем для настольной ролевой игры Dungeons & Dragons и ряда компьютерных игр на её основе, в частности, в городе Невервинтер и его окрестностях. Механика Neverwinter Nights основана на третьей редакции Dungeons & Dragons. Сюжет основной игры строится вокруг таинственной эпидемии, охватившей Невервинтер; главный герой — выпускник «Академии героев» — пытается найти лекарство от болезни и её истинную причину. Базовое издание включает кампанию, доступную для прохождения как в однопользовательском, так и в многопользовательском режиме, и BioWare Aurora Neverwinter Nights Toolset (только для Windows) — мощный инструмент для создания модулей на ресурсах игры. 
Игра получила высокие отзывы критиков, особо отметивших обширную и интересную сюжетную линию, а также верность принципам настольной игры. В 2003—2004 годах для игры были выпущены три дополнения: Shadows of Undrentide, Hordes of the Underdark и Kingmaker. В 2006 году была выпущена игра-продолжение Neverwinter Nights 2, разработанная Obsidian Entertainment.

## Сюжет

### Пролог
Действие игры начинается в Академии героев города Невервинтера, где происходит обучение героя. Во время выпускных экзаменов на Академию происходит нападение неких таинственных культистов и их гоблинов-подручных, в ходе которого убиты многие ученики и инструкторы. Главный герой прорубает себе путь из здания, после чего узнаёт, что в ходе нападения пропали 4 существа, которые могут помочь создать уникальное лекарство от чумы, охватившей город. Как лучшего ученика, главного героя просят помочь найти этих существ.

### Первая глава
После прохождения пролога начинается 1-я глава, основным заданием которой является сбор четырёх компонентов из сбежавших существ. Искать их придётся в различных районах города, охваченного эпидемией и отчаянием. На улицах мародёрствуют бандиты, из могил поднялись мертвецы, заключённые сбежали из тюрьмы, и во всём этом хаосе надо добраться до тех предметов, которые позволят спасти всех этих людей. После того, как герой приносит все 4 предмета паладину светлого бога Тира, леди Арибет, начинается ритуал создания лекарства. Но предатель Дестер, выдававший себя за клирика Хельма, похищает его, сбегая в свою крепость. Герой отправляется следом, дабы наказать негодяя и вернуть лекарство. Он справляется с задачей и избавляет город от чумы, но возлюбленный леди Арибет, ближайший друг Дестера, Фентик Мосс отправляется на казнь через повешение по обвинению в пособничестве предателю.

### Вторая глава
Во второй главе правитель города, лорд Нашер Алагондер, начинает расследование деятельности странного культа, сначала вызвавшего чуму, а затем всячески мешавшего её остановить. Герою предстоит разыскать штаб-квартиру культистов в окрестностях пиратского города Лускана. Собрав несколько доказательств, свидетельствующих, что культисты действуют именно из Лускана, он отправляется в сам город. В обстановке борьбы двух безумных пиратских капитанов он должен добыть ключ, открывающий путь в башню магов, в которой и затаилось зло. Леди Арибет всё больше впадает в депрессию из-за смерти возлюбленного. В конце второй главы герой узнаёт, что за действиями культа стоит некое могущественное змееподобное существо по имени Мораг. Что ещё хуже, Мораг удалось склонить на свою сторону леди Арибет, озлобленную на народ Невервинтера.

### Третья глава
В третьей главе герой должен отправиться на поиски могущественных артефактов — Слов Силы, за которыми так же охотятся агенты культа. Герою предстоит встретиться с могущественными драконами и отправиться в прошлое, чтобы заполучить магические предметы. В конце концов, после многих нелегких испытаний, герою удалось раздобыть три Слова Силы. Тут же он узнаёт, что армии Лускана во главе с леди Арибет и лидером культа Маугримом уже осаждают Невервинтер. Герой немедленно отправляется туда, чтобы спасти город.

### Четвёртая глава
От своей союзницы, человекоящерицы Хэдралин, герой узнаёт, что Слов Силы не три, а четыре, что одно из них заполучил Маугрим, и что только собрав все четыре вместе можно победить Мораг. Герой с боем пробивается через захваченные районы города в штаб Маугрима. Прежде чем встретиться с ним, ему предстоит сражение с леди Арибет, которое может окончиться или её гибелью или обращением к свету. Убив Маугрима и заполучив четвёртое Слово, герой погружается в камень-источник (магическое пространство вне времени), где находится Мораг, и убивает её. После победы над Мораг Хэдралин спасает героя, открыв ему портал в безопасное место. Уничтожение Слов Власти означает её смерть, и, прожив столь долгую жизнь, Хэдралин принимает её со смирением. Потеряв лидера, армии Лускана обращаются в бегство и спасённый Невервинтер чествует своих героев.

## Редактор
Aurora Toolset (часто называемый просто Тулсет) — инструмент, включаемый в Windows-версию Neverwinter Nights, который позволяет игрокам создавать свои собственные дополнения (называемые модулями) на базе движка Aurora. Он соединяет в себе все необходимые для разработки дополнений утилиты: редактор локаций, скриптов, диалогов, объектов, журналов, отношений и многое другое. Neverwinter Nights стала во многом популярна именно благодаря Тулсету и тысячи игроков занялись созданием своих модулей.

### Достоинства и недостатки редактора
Тулсет имеет целый ряд привлекательных для пользователя элементов:
- удобный графический интерфейс
- простота освоения
- возможность без особых проблем внедрять в модуль новые ресурсы (модели, текстуры, элементы GUI) через систему хак-паков
- возможность вносить изменения на довольно низком уровне (например, менять базовые параметры оружия или создавать новые классы)
- мощный скриптовой Си-подобный язык с широким набором функций и подробным описанием
- удобная событийная система, значительно упрощающая скриптование модуля
- большое количество встроенных помощников (wizards)
- возможность создать модуль от и до, не прибегая к помощи сторонних программ и утилит (как это было например в создании модификаций для Baldur’s Gate)

К минусам можно отнести:
- невозможность менять базовые правила игры и отказаться от системы D&D.
- неудачный сетевой движок, который не позволяет сколь-нибудь серьёзный онлайн (максимум — 96 игроков, лаги даже на хорошем сервере при загрузке от 40 игроков)

Bioware разрабатывала движок Aurora для одиночной игры, включая возможность проведения классических партий с Мастером. Но никак не для MMORPG. Поэтому и имеется специальный DM-client, и поэтому, возможно, разработчики не ломали голову над проблемой большого онлайна.
Всё вышеперечисленное позволяет при желании и упорстве сделать на базе NWN продукт, серьёзно отличающийся от оригинальной кампании (например были попытки сделать модуль во вселенных Fallout и Star Wars), и делает Тулсет одним из лучших инструментов по созданию ролевых модулей.
С момента выхода игры было создано огромное количество любительских модулей, некоторые из них были даже лучше кампании, поставляемой с игрой. Русскоязычных модулей, к сожалению, существует очень мало.

### Редактор для сиквела
В октябре 2006 года вышел сиквел к игре Neverwinter Nights от компании Obsidian, который, как и предшественник, имеет в стандартной комплектации редактор дополнений — Electron Toolset, лицензионное соглашение не позволяет создавать на нём свои модули.

### Музыка
Саундтрек игры, написанный композитором Джереми Соулом, был издан отдельным диском «Neverwinter Nights Original Soundtrack».

## Продолжения
- Shadows of Undrentide (SoU) — это дополнение вышло в июне 2003 года. В нём появилось 5 престиж классов, 16 новых существ (двух из которых маги и колдуны могут выбрать в качестве спутника), 30 новых фитов и 50 новых заклинаний. Сюжетная линия переносит действие в Серебряные Пределы, затем в пустыню Анаурох и древний город Ундрентайд, оставшийся от погибшей империи Нетерил.
- Neverwinter Nights: Hordes of the Underdark (HotU) — дополнение вышло 2 декабря 2003 года. В нём максимальный уровень персонажа поднялся до 40 (эпические уровни), а также появилось большое число новых престижных классов, заклинаний, фитов, предметов, существ. Кроме того, появилась поддержка процессора Pentium 4, чего не было в предыдущих версиях. История продолжается после окончания предыдущего сиквела, и персонаж имеет как минимум 15-й уровень. Действие игры происходит в подземелье города Глубоководье (Waterdeep), под названием Подгорье, куда хлынули орды тёмных эльфов-дроу. Затем герой спускается ещё глубже под землю, в Подземье (Underdark), а после этого приключения заводят его даже в сам Ад, и он должен будет в очередной раз спасти мир, победив лорда дьяволов Мефистофеля.
- Neverwinter Nights 2 (NWN2) — сиквел вышел 31 октября 2006 года. Разработан компанией Obsidian, издан также Atari. Для игры разработан новый графический движок Electron, который поддерживает карты нормалей (normal mapping). В NWN2 использованы правила D&D 3.5 редакции и в связи с этим значительно расширен список подрас и классов, доступных игроку. Изменилась и партийная система, игроку теперь передано управление всеми своими спутниками. В России игра была издана компанией Акелла.

## Отзывы
| Сводный рейтинг       | Сводный рейтинг      |
| Агрегатор             | Оценка               |
| --------------------- | -------------------- |
| GameRankings          | 88,98 %              |
| Metacritic            | 91 / 100 (34 обзора) |
| MobyRank              | 89 / 100             |
| Иноязычные издания    |                      |
| Издание               | Оценка               |
| AllGame               | [ 6 ] [ 7 ]          |
| Eurogamer             | 7 / 10               |
| G4                    | 3 / 5                |
| GamePro               | [ 10 ]               |
| GameSpot              | 9,2 / 10             |
| GameSpy               | [ 12 ]               |
| IGN                   | 9 / 10               |
| Русскоязычные издания |                      |
| Издание               | Оценка               |
| Absolute Games        | 99 %                 |
| «Домашний ПК»         | [ 15 ]               |
| «Игромания»           | 9,5 / 10             |
| «ЛКИ»                 | 95 %                 |
| «Страна игр»          | 9,5 / 10             |

Игра заняла второе место в номинации «Лучшая RPG» (2002) журнала «Игромания».